# Élections législatives de 1986 dans l'Indre
Les élections législatives françaises de 1986 ont lieu le 16 mars 1986. Dans le département de l'Indre, trois députés sont à élire dans le cadre d'un scrutin proportionnel par liste départementale à un seul tour.

## Élus
| Député élu       |  | Parti    |
| ---------------- |  | -------- |
| Michel Aurillac  |  | RPR      |
| Daniel Bernardet |  | UDF (PR) |
| André Laignel    |  | PS       |

## Listes en présence

### Mouvement pour un parti des travailleurs
| N° | Candidats          | Parti | Parti | Principales fonctions              |
| -- | ------------------ | ----- | ----- | ---------------------------------- |
| 01 | Michel Landron     |       | MPPT  | Instituteur                        |
| 02 | Bruno Perou        |       | MPPT  | Ouvrier dans l'Éducation nationale |
| 03 | Alain Jouannet     |       | MPPT  | Professeur                         |
|    |                    |       |       |                                    |
| 04 | Philippe Chauveau  |       | MPPT  | Employé PTT                        |
| 05 | Jean-Jacques Rouet |       | MPPT  | Instituteur                        |

### Parti communiste français
| N° | Candidats          | Parti | Parti | Principales fonctions                                             |
| -- | ------------------ | ----- | ----- | ----------------------------------------------------------------- |
| 01 | Émile Legresy      |       | PCF   | Responsable départemental du Parti communiste, employé            |
| 02 | Charles Barrois    |       | PCF   | Technicien supérieur des PTT, conseiller municipal de Châteauroux |
| 03 | Guylaine Debout    |       | PCF   | Agricultrice                                                      |
|    |                    |       |       |                                                                   |
| 04 | Jean-Louis Broc    |       | PCF   | Professeur, adjoint au maire de Saint-Gaultier                    |
| 05 | Jean-Pierre Berlot |       | PCF   | Maire de Reuilly, cadre                                           |

### Majorité présidentielle (PS-MRG)
| N° | Candidats            | Parti | Parti | Principales fonctions                                                                                                |
| -- | -------------------- | ----- | ----- | --- |
| 01 | André Laignel        |       | PS    | Député sortant, conseiller général du Canton d'Issoudun-Sud et maire d'Issoudun, professeur d'enseignement supérieur |
| 02 | Jean-Paul Chanteguet |       | PS    | Suppléant du député Amédée Renault et maire du Blanc, économiste                                                     |
| 03 | Jean-Louis Simoulin  |       | PS    | Conseiller général du Canton de Saint-Gaultier et conseiller municipal de Saint-Gaultier, docteur vétérinaire        |
|    |                      |       |       | |
| 04 | Pascal Courtaud      |       | PS    | Conseiller général du Canton d'Aigurande et adjoint au maire d'Aigurande, économiste                                 |
| 05 | Jean-Yves Gateaud    |       | PS    | Conseiller municipal de Châteauroux, professeur agrégé                                                               |

### Opposition (UDF)
| N° | Candidats            | Parti | Parti  | Principales fonctions                                                                                         |
| -- | -------------------- | ----- | ------ | --- |
| 01 | Hubert Bassot        |       | UDF-PR | Conseiller général du Canton de Tinchebray et maire de Tinchebray (Orne), ancien député de l'Orne, publiciste |
| 02 | Jacques Pirot        |       | UDF    | Conseiller municipal d'Issoudun, commerçant                                                                   |
| 03 | Jean-Paul Moreau     |       | UDF    | Employé d'assurances                                                                                          |
|    |                      |       |        | |
| 04 | Jean-Jacques Legrand |       | UDF    | Adjoint au maire d'Éguzon, pharmacien                                                                         |
| 05 | Claude Acolas        |       | UDF    | Prothésiste dentaire                                                                                          |

### Opposition (RPR-CNI)
| N° | Candidats        | Parti | Parti | Principales fonctions |
| -- | ---------------- | ----- | ----- | --- |
| 01 | Michel Aurillac  |       | RPR   | Conseiller général du Canton de Châteauroux-Est et vice-président du conseil général, ancien député, conseiller d'État      |
| 02 | Daniel Bernardet |       | DVD   | Conseiller général du Canton de Châteauroux-Ouest, président du conseil général et maire de Châteauroux, cadre d'entreprise |
| 03 | Henri Louet      |       | RPR   | Conseiller général du Canton d'Écueillé, général de l'Armée de l'Air retraité                                               |
|    |                  |       |       | |
| 04 | André Advenier   |       | DVD   | Conseiller général du Canton d'Argenton-sur-Creuse et maire d'Argenton-sur-Creuse, docteur vétérinaire                      |
| 05 | Jean-Pierre Boué |       | RPR   | Inspecteur de la Jeunesse et des Sports                                                                                     |

### Extrême droite (FN)
| N° | Candidats        | Parti | Parti | Principales fonctions |
| -- | ---------------- | ----- | ----- | --------------------- |
| 01 | Francis Bergeron |       | FN    | Cadre d'entreprise    |
| 02 | Hugues Didier    |       | FN    | Retraité              |
| 03 | Bernard Heil     |       | FN    | Éleveur agriculteur   |
|    |                  |       |       |                       |
| 04 | Gérard Champion  |       | FN    | Enseignant            |
| 05 | Quentin Bouart   |       | FN    | Photographe           |

### Extrême droite (POE)
| N° | Candidats        | Parti | Parti | Principales fonctions     |
| -- | ---------------- | ----- | ----- | ------------------------- |
| 01 | Marc Rampelberg  |       | POE   | Juriste                   |
| 02 | Colette Crassier |       | POE   | Infirmière                |
| 03 | Soizik Palanchon |       | POE   | VRP                       |
|    |                  |       |       |                           |
| 04 | Marcel Bonnet    |       | POE   | Pré-retraité              |
| 05 | Simonne Jezo     |       | POE   | Secrétaire aide-comptable |

### Sans étiquette (RUC)
| N° | Candidats          | Parti | Parti | Principales fonctions      |
| -- | ------------------ | ----- | ----- | -------------------------- |
| 01 | Jacqueline Fouquet |       | RUC   |                            |
| 02 | Jean Poisson       |       | RUC   | Libraire                   |
| 03 | Christianne Follet |       | RUC   | Mécanicienne en confection |
|    |                    |       |       |                            |
| 04 | Georges Lebreton   |       | RUC   | Photographe                |
| 05 | Édouard Niel       |       | RUC   | Dépanneur                  |

## Résultats

### Résultats à l'échelle du département
| Liste Parti politique | Liste Parti politique                                                                                             | Tête de liste      | Tour unique | Tour unique | Sièges |
| Liste Parti politique | Liste Parti politique                                                                                             | Tête de liste      | Voix        | %           | Sièges |
| --------------------- | --- | ------------------ | ----------- | ----------- | ------ |
|                       | Union de l'opposition Rassemblement pour la République (CNI - UNIR)                                               | Michel Aurillac    | 51 811      | 37,57       | 2      |
|                       | Pour une majorité de progrès avec le président de la République Parti socialiste (MRG)                            | André Laignel      | 48 156      | 34,92       | 1      |
|                       | Liste présentée par le Parti communiste français Parti communiste français                                        | Émile Legresy      | 15 233      | 11,05       | 0      |
|                       | Opposition UDF Union pour la démocratie française                                                                 | Hubert Bassot      | 11 718      | 8,50        | 0      |
|                       | Liste de Rassemblement national présentée par le Front national Front national                                    | Francis Bergeron   | 8 110       | 5,88        | 0      |
|                       | Liste du Parti ouvrier européen Extrême droite (Parti ouvrier européen)                                           | Marc Rampelberg    | 1 614       | 1,17        | 0      |
|                       | Liste du Mouvement pour un parti des travailleurs Indre Extrême gauche (Mouvement pour un parti des travailleurs) | Michel Landron     | 1 234       | 0,89        | 0      |
|                       | Liste du RUC Sans étiquette (RUC)                                                                                 | Jacqueline Fouquet | 17          | 0,01        | 0      |
|                       | |                    |             |             |        |
| Inscrits              | Inscrits | Inscrits           | 181 749     | 100,00      | 3      |
| Abstentions           | Abstentions | Abstentions        | 33 932      | 18,67       |        |
| Votants               | Votants | Votants            | 147 817     | 81,33       |        |
| Blancs et nuls        | Blancs et nuls | Blancs et nuls     | 9 923       | 6,71        |        |
| Exprimés              | Exprimés | Exprimés           | 137 894     | 93,29       |        |